# Calodesma kedar
Calodesma kedar är en fjärilsart som beskrevs av Druce 1900. Calodesma kedar ingår i släktet Calodesma och familjen björnspinnare. Inga underarter finns listade i Catalogue of Life.